# Copernicus-Vereinigung
Die Copernicus-Vereinigung für Geschichte und Landeskunde Westpreußens e.V. ist ein 1961 gegründeter westpreußischer Geschichtsverein und Verlag mit Sitz im westfälischen Münster. Sie gibt seit 1967 die Beiträge zur Geschichte Westpreußens heraus, die seit 2010 mit der Zeitschrift Preußenland zum Jahrbuch Preußenland vereint wurden, und veröffentlicht seit 1984 eine Fortsetzung der seit 1899 geführten Schriftenreihe Quellen und Darstellungen zur Geschichte Westpreußens. Seit 2001 werden die in Danzig erschienenen Bände 1 bis 21 in unregelmäßigen Abständen nachgedruckt. Die Copernicus-Vereinigung ist Nachfolgerin des 1879 bis etwa 1944 bestehenden Westpreußischen Geschichtsvereins sowie der 1943–1945 bestehenden Nikolaus-Kopernikus-Gesellschaft. Erich Keyser wirkte seit 1918 im Westpreußischen Geschichtsverein mit und er begründete aus Anlass des 470-jährigen Geburtstages von Nicolaus Copernicus die nach diesem benannte Gesellschaft.
Neben von der Copernicus-Vereinigung durchgeführten Bildungstagungen, die Menschen aus Deutschland und Polen mit Blick auf Westpreußen bevorzugt im norddeutschen Raum zusammenbringen, und einer langjährigen Verbindung mit dem Westpreußischen Landesmuseum in Warendorf hat sich die Copernicus-Vereinigung zunehmend auch wissenschaftlichen Fragen geöffnet. Sie arbeitet deshalb unter anderem mit der Historischen Kommission für ost- und westpreußische Landesforschung zusammen, betreibt ein Stipendienprogramm, vergibt alljährliche Förderpreise für gelungene Abschluss- und Promotionsarbeiten und fördert gelegentlich Fachtagungen zu Themen der westpreußischen Geschichte und Landeskunde.

## Vorsitzende
- Hans Schmauch (1962–1966)
- Horst Jablonowski (1967–1970)
- Gerhard Lippky (1970–1974)
- Ernst Karl Bahr (1974–1980)
- Friedrich Benninghoven (1980–1982)
- Bernhart Jähnig (1982–1998)
- Hans-Jürgen Kämpfert (1998–2012)
- Sven Tode (seit 2012)